# ミッキーロケット
ミッキーロケットは、日本の競走馬・種牡馬である。主な勝ち鞍は2017年の日経新春杯、2018年の宝塚記念。

## 経歴
2014年のセレクトセール1歳部門に上場され、9936万円（税込）で野田みづきに落札された。

### 2歳時（2015年）
音無秀孝厩舎へと入厩。12月の阪神競馬場で行われた新馬戦で浜中俊を背にデビュー。1番人気に推されたものの2着に敗れる。

### 3歳時（2016年）
1月の京都開催で厩舎に所属する松若風馬を鞍上に迎え無事に勝ち上がる。続く梅花賞、つばき賞は2着に敗れ、クリストフ・ルメールとコンビを組んだスプリングステークスでは2番人気に推されるが5着に終わる。皐月賞で13着に大敗したあとは休養に入り、夏の北海道開催で復帰。池添謙一とのコンビで3戦2勝と好成績を残す。菊花賞出走を懸けた神戸新聞杯では新たに和田竜二騎手を迎え、サトノダイヤモンドに迫る2着に入着し菊花賞への優先出走権を手に入れた。しかし本番の菊花賞ではサトノダイヤモンドに離された5着に敗れた。

### 4歳時（2017年）
年内初戦として日経新春杯に出走。単勝オッズ2.9倍を集め1番人気に推された。道中は先団に取り付き、4コーナー辺りから2番手まで上り詰めると、最後の直線で逃げ粘るヤマカツライデンを外からかわし、2番人気に推された同じく4歳馬のシャケトラと鎬を削った。最後はシャケトラとハナ差でゴールし、ミッキーロケットに軍配が上がった。因みに、このレースは元々1月15日に催されることになっていたが、当日吹雪に見舞われ、積雪に伴い開催中止となったことから1月17日に行われている。
その後はG1へ昇格した大阪杯に宝塚記念、秋の天皇賞など大舞台でもコンスタントに走るがいずれも勝ちきれず、結局馬券内も12月の中日新聞杯の2着のみと伸び悩む4歳シーズンとなった。

### 5歳時（2018年）
前年と同じく日経新春杯から始動、連覇を狙ったが4着に敗退。京都記念では主戦の和田騎手が騎乗停止で乗れず松若騎手との再コンビで挑んだが結果は出なかった。続く春の天皇賞では9番人気ながら4着に食い込み、地力の高さを見せた。
2018年6月24日、第59回宝塚記念に出走。7番人気ではあったものの、レースを内で進めると最後の直線で先頭に立ち、香港馬ワーザーの強襲をしのいで優勝。鞍上の和田竜二は、2001年の天皇賞（春）をテイエムオペラオーで勝って以来、17年ぶりとなるJRA・G1制覇となった。
秋シーズンは京都大賞典で始動する予定だったが体調が整わず天皇賞（秋）で始動、レイデオロの5着に敗れる。その後、主戦の和田が怪我で戦線離脱し、ジャパンカップには戸崎圭太との新コンビで出走予定だったが右トモの筋肉痛のため回避し有馬記念に直行。有馬記念の数週間前に主戦の和田騎手は復帰していたがここで短期免許で来日していたオイシン・マーフィーを鞍上に迎えるがブラストワンピースの4着に終わった。翌2019年は京都記念から始動する予定だったが、脚部不安を発症し現役を引退することになった。引退後は優駿スタリオンステーションで種牡馬となった。

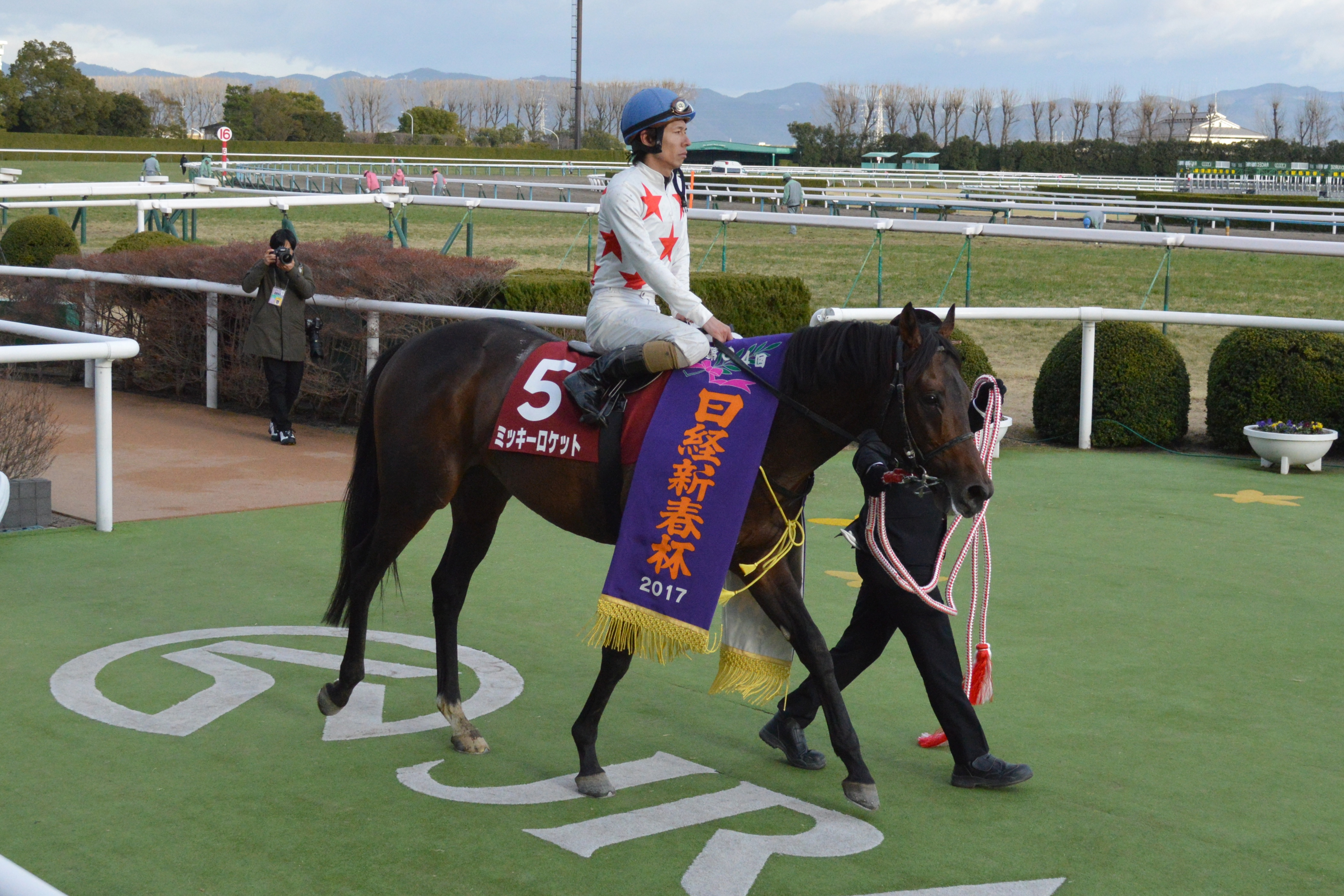
日経新春杯
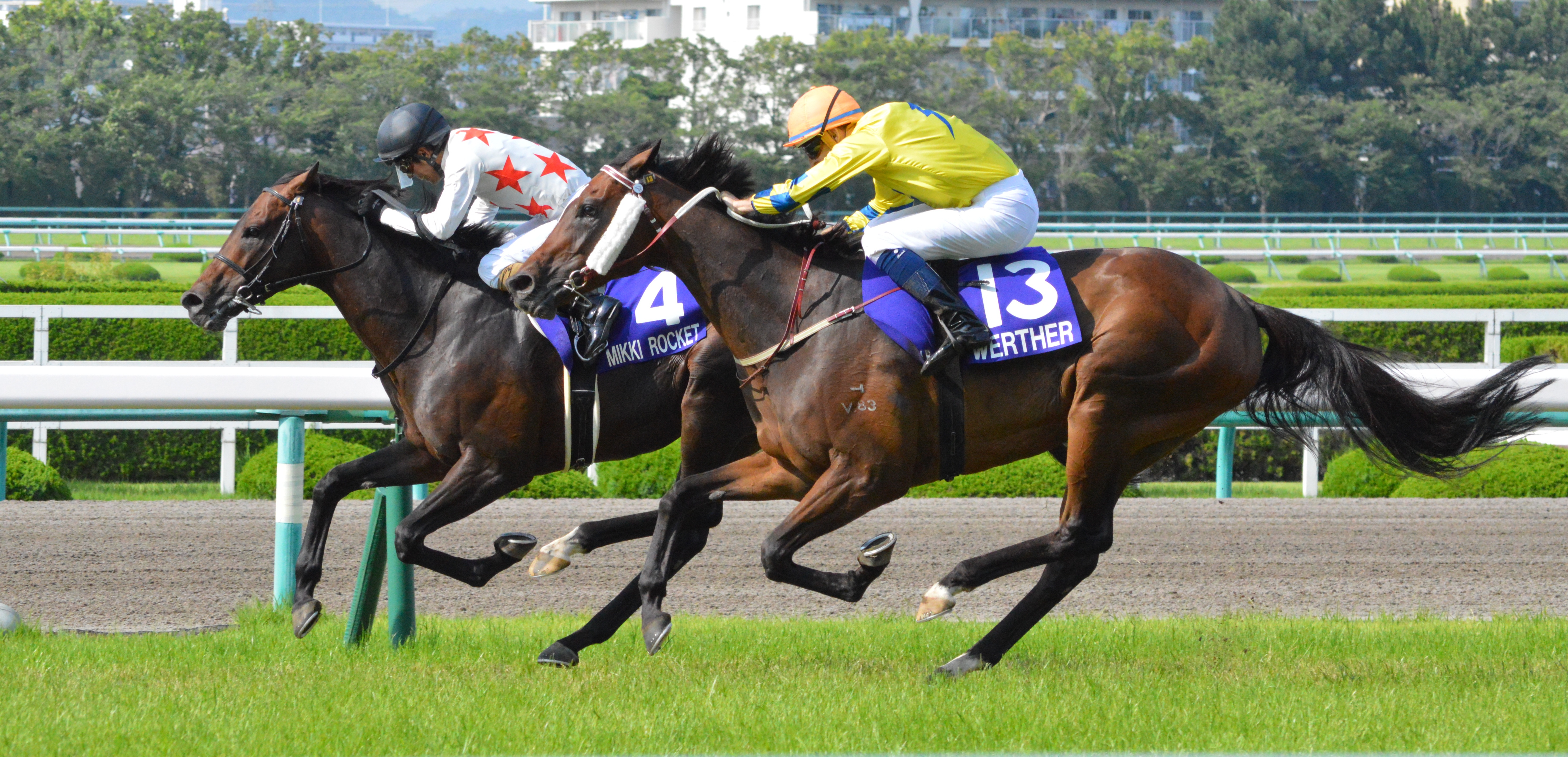
宝塚記念

## 競走成績
| 競走日     | 競馬場 | 競走名       | 格     | 距離（馬場）  | 頭 数 | 枠 番 | 馬 番 | オッズ （人気） | 着順 | タイム （上がり3F） | 着差 | 騎手         | 斤量   | 1着馬（2着馬）       |
| ---------- | ------ | ------------ | ------ | ------------- | ----- | ----- | ----- | --------------- | ---- | ------------------- | ---- | ------------ | ------ | -------------------- |
| 2015.12.12 | 阪神   | 2歳新馬      |        | 芝1800m（稍） | 14    | 8     | 14    | 002.50（1人）   | 02着 | 1:50.6（33.6）      | -0.4 | 浜中俊       | 55kg   | ロワアブソリュー     |
| 2016.01.11 | 京都   | 3歳未勝利    |        | 芝1800m（良） | 16    | 3     | 6     | 002.40（1人）   | 01着 | 1:48.9（34.6）      | -0.1 | 松若風馬     | 56kg   | （ステイキングダム） |
| 00000.1.30 | 京都   | 梅花賞       | 500万  | 芝2400m（重） | 11    | 7     | 8     | 004.40（3人）   | 02着 | 2:30.3（35.8）      | -0.4 | 松若風馬     | 56kg   | アドマイヤダイオウ   |
| 0000.02.21 | 京都   | つばき賞     | 500万  | 芝1800m（稍） | 9     | 3     | 3     | 002.00（1人）   | 02着 | 1:52.6（34.7）      | -0.2 | 松若風馬     | 56kg   | ナムラシングン       |
| 0000.03.20 | 中山   | スプリングS  | GII    | 芝1800m（良） | 11    | 6     | 7     | 006.30（2人）   | 05着 | 1:48.4（34.8）      | -0.3 | C.ルメール   | 56kg   | マウントロブソン     |
| 0000.04.17 | 中山   | 皐月賞       | GI     | 芝2000m（良） | 18    | 4     | 8     | 150.4（14人）   | 13着 | 2:00.0（35.7）      | -2.1 | 横山典弘     | 57kg   | ディーマジェスティ   |
| 0000.07.10 | 函館   | 3歳上500万下 |        | 芝2000m（良） | 11    | 5     | 5     | 001.90（1人）   | 01着 | 2:00.8（34.3）      | -0.3 | 池添謙一     | 54kg   | （ロングスピーク）   |
| 0000.07.24 | 函館   | 松前特別     | 1000万 | 芝2000m（良） | 13    | 7     | 11    | 001.60（1人）   | 02着 | 1:59.9（35.4）      | -0.2 | 池添謙一     | 54kg   | カルヴァリオ         |
| 0000.08.14 | 札幌   | HTB賞        | 1000万 | 芝2000m（良） | 13    | 6     | 8     | 001.60（1人）   | 01着 | 2:02.4（34.0）      | -0.1 | 池添謙一     | 54kg   | フォワードカフェ     |
| 0000.09.25 | 阪神   | 神戸新聞杯   | GII    | 芝2400m（良） | 15    | 8     | 15    | 027.40（6人）   | 02着 | 2:25.7（34.0）      | -0.0 | 和田竜二     | 56kg   | サトノダイヤモンド   |
| 0000.10.23 | 京都   | 菊花賞       | GI     | 芝3000m（良） | 18    | 4     | 8     | 012.20（4人）   | 05着 | 3:04.0（34.6）      | -0.7 | 和田竜二     | 57kg   | サトノダイヤモンド   |
| 2017.01.17 | 京都   | 日経新春杯   | GII    | 芝2400m（稍） | 14    | 4     | 5     | 002.90（1人）   | 01着 | 2:25.7（36.0）      | -0.0 | 和田竜二     | 55kg   | （シャケトラ）       |
| 0000.02.12 | 京都   | 京都記念     | GII    | 芝2200m（稍） | 10    | 8     | 9     | 003.40（2人）   | 04着 | 2:14.4（34.5）      | -0.3 | 和田竜二     | 56kg   | サトノクラウン       |
| 0000.04.02 | 阪神   | 大阪杯       | GI     | 芝2000m（良） | 14    | 1     | 1     | 014.60（6人）   | 07着 | 1:59.4（33.9）      | -0.5 | 和田竜二     | 57kg   | キタサンブラック     |
| 0000.06.25 | 阪神   | 宝塚記念     | GI     | 芝2200m（稍） | 11    | 1     | 1     | 032.50（8人）   | 06着 | 2:12.3（36.4）      | -0.9 | 和田竜二     | 58kg   | サトノクラウン       |
| 0000.10.09 | 京都   | 京都大賞典   | GII    | 芝2400m（良） | 15    | 3     | 5     | 005.40（3人）   | 04着 | 2:23.3（34.0）      | -0.3 | 和田竜二     | 57kg   | スマートレイアー     |
| 0000.10.29 | 東京   | 天皇賞（秋） | GI     | 芝2000m（不） | 18    | 5     | 10    | 063.4（14人）   | 12着 | 2:10.9（40.6）      | -2.6 | 和田竜二     | 58kg   | キタサンブラック     |
| 0000.12.09 | 中京   | 中日新聞杯   | GIII   | 芝2000m（良） | 18    | 5     | 10    | 004.00（1人）   | 02着 | 1:59.5（34.0）      | -0.2 | 和田竜二     | 57.5kg | メートルダール       |
| 2018.01.14 | 京都   | 日経新春杯   | GII    | 芝2400m（良） | 12    | 6     | 8     | 003.80（2人）   | 04着 | 2:27.2（35.3）      | -0.9 | 和田竜二     | 57.5kg | パフォーマプロミス   |
| 0000.02.11 | 京都   | 京都記念     | GII    | 芝2200m（重） | 10    | 8     | 9     | 019.70（7人）   | 07着 | 2:17.4（37.3）      | -1.1 | 松若風馬     | 56kg   | クリンチャー         |
| 0000.04.29 | 京都   | 天皇賞（春） | GI     | 芝3200m（良） | 17    | 1     | 1     | 038.50（9人）   | 04着 | 2:16.4（35.5）      | -0.2 | 和田竜二     | 58kg   | レインボーライン     |
| 0000.06.24 | 阪神   | 宝塚記念     | GI     | 芝2200m（稍） | 16    | 2     | 4     | 013.10（7人）   | 01着 | 2:11.6（35.8）      | -0.0 | 和田竜二     | 58kg   | （ワーザー）         |
| 0000.10.28 | 東京   | 天皇賞（秋） | GI     | 芝2000m（良） | 12    | 7     | 11    | 022.00（8人）   | 05着 | 1:57.2（34.0）      | -0.4 | 和田竜二     | 58kg   | レイデオロ           |
| 0000.12.23 | 中山   | 有馬記念     | GI     | 芝2500m（稍） | 16    | 6     | 11    | 022.50（8人）   | 04着 | 2:32.7（36.6）      | -0.5 | O.マーフィー | 57kg   | ブラストワンピース   |

## 種牡馬成績
2022年6月5日中京5Rをジョウショーホープが勝利して、産駒のJRA初出走・初勝利を飾った。

### 主な産駒

#### グレード制重賞優勝馬
- 2020年産
  - ミッキーゴージャス（2024年愛知杯）

#### 地方重賞優勝馬
- 2022年産
  - ダンナイ（2024年金沢ヤングチャンピオン）

## 血統表
| ミッキーロケットの血統                                            | ミッキーロケットの血統                                                         | ミッキーロケットの血統                                                         | （血統表の出典）                                                               | （血統表の出典）  |
| 父系                                                              | キングマンボ系                                                                 | キングマンボ系                                                                 | キングマンボ系                                                                 | [ § 2 ]           |
| 父 キングカメハメハ 2001 鹿毛                                     | 父の父Kingmambo 1990 鹿毛                                                      | Mr. Prospector                                                                 | Raise a Native                                                                 | Raise a Native    |
| 父 キングカメハメハ 2001 鹿毛                                     | 父の父Kingmambo 1990 鹿毛                                                      | Mr. Prospector                                                                 | Gold Digger                                                                    |                   |
| 父 キングカメハメハ 2001 鹿毛                                     | 父の父Kingmambo 1990 鹿毛                                                      | Miesque                                                                        | Nureyev                                                                        | Nureyev           |
| 父 キングカメハメハ 2001 鹿毛                                     | 父の父Kingmambo 1990 鹿毛                                                      | Miesque                                                                        | Pasadoble                                                                      |                   |
| 父 キングカメハメハ 2001 鹿毛                                     | 父の母*マンファス 1991 黒鹿毛                                                  | *ラストタイクーン                                                              | *トライマイベスト                                                              | *トライマイベスト |
| 父 キングカメハメハ 2001 鹿毛                                     | 父の母*マンファス 1991 黒鹿毛                                                  | *ラストタイクーン                                                              | Mill Princess                                                                  |                   |
| 父 キングカメハメハ 2001 鹿毛                                     | 父の母*マンファス 1991 黒鹿毛                                                  | Pilot Bird                                                                     | Blakeney                                                                       | Blakeney          |
| 父 キングカメハメハ 2001 鹿毛                                     | 父の母*マンファス 1991 黒鹿毛                                                  | Pilot Bird                                                                     | The Dancer                                                                     |                   |
| 母 *マネーキャントバイミーラヴ Moneycantbuymelove（愛） 2006 鹿毛 | 母の父Pivotal 1993 栗毛                                                        | Polar Falcon                                                                   | Nureyev                                                                        | Nureyev           |
| 母 *マネーキャントバイミーラヴ Moneycantbuymelove（愛） 2006 鹿毛 | 母の父Pivotal 1993 栗毛                                                        | Polar Falcon                                                                   | Special                                                                        |                   |
| 母 *マネーキャントバイミーラヴ Moneycantbuymelove（愛） 2006 鹿毛 | 母の父Pivotal 1993 栗毛                                                        | Fearless Revival                                                               | Cozzene                                                                        | Cozzene           |
| 母 *マネーキャントバイミーラヴ Moneycantbuymelove（愛） 2006 鹿毛 | 母の父Pivotal 1993 栗毛                                                        | Fearless Revival                                                               | Stufida                                                                        |                   |
| 母 *マネーキャントバイミーラヴ Moneycantbuymelove（愛） 2006 鹿毛 | 母の母Sabreon 1997 鹿毛                                                        | Caerleon                                                                       | Nijinsky                                                                       | Nijinsky          |
| 母 *マネーキャントバイミーラヴ Moneycantbuymelove（愛） 2006 鹿毛 | 母の母Sabreon 1997 鹿毛                                                        | Caerleon                                                                       | Foreseer                                                                       |                   |
| 母 *マネーキャントバイミーラヴ Moneycantbuymelove（愛） 2006 鹿毛 | 母の母Sabreon 1997 鹿毛                                                        | Sabria                                                                         | Miswaki                                                                        | Miswaki           |
| 母 *マネーキャントバイミーラヴ Moneycantbuymelove（愛） 2006 鹿毛 | 母の母Sabreon 1997 鹿毛                                                        | Sabria                                                                         | Flood                                                                          |                   |
| 母系(F-No.)                                                       | Margarethen系(FN:4-n)                                                          | Margarethen系(FN:4-n)                                                          | Margarethen系(FN:4-n)                                                          | [ § 3 ]           |
| 5代内の近親交配                                                   | Mr. Prospector 3×5=15.63%、Northern Dancer 5･5×5･5=12.50%、 Nureyev 4×4=12.50% | Mr. Prospector 3×5=15.63%、Northern Dancer 5･5×5･5=12.50%、 Nureyev 4×4=12.50% | Mr. Prospector 3×5=15.63%、Northern Dancer 5･5×5･5=12.50%、 Nureyev 4×4=12.50% | [ § 4 ]           |
| 出典                                                              | 1. 2. 3. 4.                                                                    | 1. 2. 3. 4.                                                                    | 1. 2. 3. 4.                                                                    | 1. 2. 3. 4.       |

- 母マネーキャントバイミーラヴは愛国産馬。現役時代は2009年のナッソーSでミッデイの3着に入った他、リステッド競走を2勝している[9]。
- 祖母の半兄にLandseer[10]（2002年仏2000ギニー・シャドウェルターフマイルS）がいる。
- 6代母Margarethenからは世界的に牝系が広がっており、本馬の5代母Hail Maggieの半姉Prixの子孫にブリッシュラック、全姉Trillionの子孫にトリプティクやトレヴ、フリオーソ、イグナイター、半妹Doff the Derbyの子孫にジェネラス、ムーンライトクラウド、ディーマジェスティ、タワーオブロンドンなど。詳しくはMargarethen及びフリオーソの項を参照。